# Angelina Zhuk-Krasnova
Angelina Zhuk-Krasnova (Irkutsk, Rusia; 7 de febrero de 1991) es una atleta rusa, especialista en la prueba de salto con pértiga en la que llegó a ser medallista de bronce europea en 2014.

## Carrera deportiva
En el Campeonato Europeo de Atletismo de 2014 ganó la medalla de bronce en el salto con pértiga, saltando por encima de 4.60 metros, tras su compatriota la rusa Anzhelika Sidorova (oro con 4.65 m) y la griega Ekaterini Stefanidi (plata también con 4.60 metros pero en menos intentos).